# Yakuza: Dead Souls
Yakuza: Dead Souls, в Японии известная как Ryū ga Gotoku Of the End (яп. 龍が如く OF THE END Рю: га Готоку OF THE END, «Подобный дракону: Конец») — видеоигра, спин-офф серии Yakuza, выпущенная эксклюзивно для PlayStation 3.

## Сюжет

Главные персонажи игры (слева направо): Сюн Акияма, Кадзума Кирю, Рюдзи Года и Горо Мадзима.

В Kамуротё люди превращаются в зомби. На борьбу с ними были призваны сухопутные силы Японии, но попытка восстановить порядок в стране проваливается. В живых остаётся только один солдат — Мисудзу Асаги. Неожиданно Кадзуме Кирю звонит по телефону таинственный человек, который похитил Харуку, и Кирю возвращается из Окинавы. Кадзума Кирю, Сюн Акияма, Горо Мадзима и Рюдзи Года — эти четыре человека должны защитить город и бороться с зомби.

## Игровой процесс
Игрок управляет четырьмя персонажами по отдельности — Сюном Акиямой, Горо Мадзимой, Рюдзи Годой и Кадзумой Кирю. Каждый из них должен уничтожить с помощью оружия зомби, очищая тем самым город. В некоторых местах придётся биться с боссами-зомби, которые значительно превосходят персонажей по силе и росту. Патроны и аптечку для восстановления здоровья персонажа можно найти в специальных ящиках на каждом уровне.
Кроме уничтожения зомби, игрок может играть в различные мини-игры, например, петь в караоке или встречаться с девушкой в хост-клубе, как и в других играх серии Yakuza.

## Разработка
Первая информация по игре появилась в июне 2010 года в японском журнале Famitsu. В интервью журналу продюсер серии Тосихиро Нагоси сообщил, что новая игра находится в разработке. Он также признался, что главным персонажем будет Горо Мадзима.
1 июля 2010 года на официальном сайте Ryū ga Gotoku подтвердили наличие Мадзимы в игре, а 21 июля — Кадзумы Кирю. 4 августа было подтверждено, что игре будет присутствовать Сюн Акияма, а 18 августа и Рюдзи Года.
В августе 2010 года на двух страницах журнала Famitsu были показаны улицы Kамуротё в руинах с подписью «The End». В следующем номере журнала было подтверждено название, а также на официальном сайте игры на 9 сентября.
Трейлер игры был впервые показан на Tokyo Game Show 2010, где были продемонстрированы мини-игры и город, окружённый зомби. Первоначально игру хотели выпустить в Японии в марте 2011 года, но из-за землетрясения её выход был перенесён на 9 июня. Разработчики игры обязались отчислять процент от продажи игры в фонд помощи пострадавшим в результате землетрясения и цунами.
Североамериканская и европейская версии были выпущены в марте 2012 года. В этих регионах игра вышла под названием Yakuza: Dead Souls, вместо Ryū ga Gotoku Of the End, под которым игра известна в Японии, и включала в себя новую мини-игру «Pachislot!».

## Саундтрек

### Ryu ga Gotoku OF THE END Original Soundtrack
Ryu ga Gotoku OF THE END Original Soundtrack (яп. 龍が如く OF THE END オリジナルサウンドトラック Рю: га Готоку OF THE END Оридзинару Саундоторакку) был выпущен лейблом Wave Master 8 июня 2011 года, то есть за день до выпуска игры. Саундтрек состоит из 51 композиции: 26 на первом диске и 25 на втором. Музыка была написана Мицухарой Фукуямой, Такахиро Каем, Такэси Исодзаки, Дэниелом Линдхольмом, Тихиро Аоки, 金谷 裕一, Сусуму Цукагоси и Хироси Фурукавой.
| №                   | Название                        | Музыка                   | Длительность |
| ------------------- | ------------------------------- | ------------------------ | ------------ |
| 1.                  | «Start OF THE END»              | Мицухару Фукуяма         | 4:14         |
| 2.                  | «Tension»                       | Такахиро Кай             | 3:05         |
| 3.                  | «Hana „Run“»                    | Мицухару Фукуяма         | 1:55         |
| 4.                  | «Akiyama „Battle Theme“»        | Мицухару Фукуяма         | 4:08         |
| 5.                  | «Akiyama „Predicament“»         | Мицухару Фукуяма         | 1:25         |
| 6.                  | «Akiyama „Desperate Situation“» | Мицухару Фукуяма         | 1:08         |
| 7.                  | «screamer»                      | Такэси Исодзаки          | 1:49         |
| 8.                  | «underground»                   | Юри Фукуда               | 1:46         |
| 9.                  | «Gary’s Theme»                  | Сусуму Цукагоси          | 1:38         |
| 10.                 | «Gary’s Boot Camp»              | Тихиро Аоки              | 1:52         |
| 11.                 | «Hana „Love Song“»              | Мицухару Фукуяма         | 2:07         |
| 12.                 | «„JeweL“ OF THE END»            | Мицухару Фукуяма         | 2:56         |
| 13.                 | «Moonlight Blade»               | Мицухару Фукуяма         | 2:05         |
| 14.                 | «Majima „Battle Theme“»         | Мицухару Фукуяма         | 1:51         |
| 15.                 | «Majima „Predicament“»          | Мицухару Фукуяма         | 1:25         |
| 16.                 | «Majima „Desperate Situation“»  | Мицухару Фукуяма         | 1:11         |
| 17.                 | «TRIBAL»                        | Мицухару Фукуяма         | 0:59         |
| 18.                 | «slide into chaos»              | Юри Фукуда               | 1:55         |
| 19.                 | «Assailed from All Sides»       | 金谷 裕一                | 3:26         |
| 20.                 | «Disquieting Atmosphere»        | Мицухару Фукуяма         | 1:03         |
| 21.                 | «Sorrow»                        | Дэниел Линхольм/Dagmusic | 1:43         |
| 22.                 | «octopus»                       | Такэси Исодзаки          | 2:11         |
| 23.                 | «Inescapable Battle»            | Мицухару Фукуяма         | 2:34         |
| 24.                 | «Gatling Man»                   | Хироси Фурукава          | 1:04         |
| 25.                 | «R.I.P.»                        | Хироси Фурукава          | 1:16         |
| 26.                 | «Rest for a moment»             | Такэси Исодзаки          | 2:00         |
| Общая длительность: | Общая длительность:             | Общая длительность:      | 52:46        |

| №                   | Название                      | Музыка                                    | Длительность |
| ------------------- | ----------------------------- | ----------------------------------------- | ------------ |
| 1.                  | «Start of Nightmare»          | Мицухару Фукуяма                          | 1:07         |
| 2.                  | «Ryuji „Battle Theme“»        | Мицухару Фукуяма                          | 2:42         |
| 3.                  | «Ryuji „Predicament“»         | Мицухару Фукуяма                          | 1:30         |
| 4.                  | «Ryuji „Desperate Situation“» | Мицухару Фукуяма                          | 1:27         |
| 5.                  | «TSUCHIGUMO»                  | Мицухару Фукуяма                          | 2:21         |
| 6.                  | «Dungeon»                     | Мицухару Фукуяма                          | 1:20         |
| 7.                  | «Valiant»                     | Сусуму Цукагоси                           | 2:10         |
| 8.                  | «Ramble in Kamurocho»         | Тихиро Аоки                               | 2:18         |
| 9.                  | «To Sunflower»                | ABOTTO Leo [ABOTTO レオ]                  | 0:43         |
| 10.                 | «Kiryu „Battle Theme“»        | Мицухару Фукуяма                          | 2:42         |
| 11.                 | «Kiryu „Predicament“»         | Мицухару Фукуяма                          | 1:56         |
| 12.                 | «Kiryu „Desperate Situation“» | Мицухару Фукуяма                          | 1:20         |
| 13.                 | «disturbing picture»          | Юри Фукуда                                | 1:54         |
| 14.                 | «Strain»                      | Дэниел Линдхольм/Dagmusic                 | 1:32         |
| 15.                 | «Capture Them!»               | Мицухару Фукуяма                          | 1:50         |
| 16.                 | «„SHINE“ OF THE END»          | Юри Фукуда                                | 2:29         |
| 17.                 | «That Man»                    | Мицухару Фукуяма                          | 2:36         |
| 18.                 | «Murderous Intent»            | Такэси Исодзаки                           | 3:02         |
| 19.                 | «A Flying Swallow»            | Такэси Исодзаки                           | 2:00         |
| 20.                 | «Dash»                        | Дэниел Линдхольм/Dagmusic                 | 1:34         |
| 21.                 | «Long Battle»                 | 金谷 裕一                                 | 3:09         |
| 22.                 | «Beginning from Death»        | Хироси Фурукава                           | 2:17         |
| 23.                 | «Cry…»                        | Юри Фукуда                                | 3:31         |
| 24.                 | «Return to Nothingness»       | Юри Фукуда                                | 2:51         |
| 25.                 | «I Won’t Forget»              | Мицухару Фукуяма, Тосихиро Нагоси (слова) | 3:30         |
| Общая длительность: | Общая длительность:           | Общая длительность:                       | 53:51        |

### Ryu Uta: Ryu ga Gotoku Karaoke Best Selection
Ryu Uta: Ryu ga Gotoku Karaoke Best Selection (яп. 龍うた 龍が如く KARAOKE BEST SELECTION) был выпущен 9 июня 2011 года, то есть вместе с выходом игры. Музыка была написана Хидэнори Сёдзи и Юри Фукудой. Вокалистами песен стали персонажи из игры Yakuza: Dead Souls. Песни в альбоме звучали в других играх серии Yakuza: Yakuza 2 и Yakuza 4.
| №                   | Название                                                   | Музыка              | Исполнитель                     | Длительность |
| ------------------- | ---------------------------------------------------------- | ------------------- | ------------------------------- | ------------ |
| 1.                  | «Otome-iro my life» (Full Spec Edition)                    | Хидэнори Сёдзи      | Риэ Кугимия                     | 4:42         |
| 2.                  | «MachineGun Kiss» (Full Spec Edition)                      | Юри Фукуда          | Такая Курода                    | 4:31         |
| 3.                  | «Rain drops» (Full Spec Edition)                           | Юри Фукуда          | Ая Хирано                       | 5:26         |
| 4.                  | «GET TO THE TOP!» (Full Spec Edition)                      | Хидэнори Сёдзи      | Риэ Кугимия                     | 5:22         |
| 5.                  | «Kamuro Junrenka» (Full Spec Edition)                      | Юри Фукуда          | Коити Ямадэра, Ая Хирано        | 4:19         |
| 6.                  | «Rain drops» (Remix OF THE END)                            | Юри Фукуда          | Ая Хирано                       | 5:27         |
| 7.                  | «GET TO THE TOP!» (Remix OF THE END)                       | Хидэнори Сёдзи      | Хидэнари Угаки                  | 5:20         |
| 8.                  | «Kamuro Junrenka» (Kansai no Ryuu Special Edition)         | Юри Фукуда          | Масами Ивасаки, Ая Хирано       | 4:19         |
| 9.                  | «GET TO THE TOP!» (Jounetsu-teki da yo Zen’in Shuugou mix) | Хидэнори Сёдзи      | Риэ Кугимия, Jounetsu All Stars | 5:22         |
| 10.                 | «Kamuro Setsugekka» (Original mix)                         | Юри Фукуда          | Такая Курода                    | 1:41         |
| 11.                 | «Otome-iro my life» (Karaoke)                              | Хидэнори Сёдзи      |                                 | 4:42         |
| 12.                 | «MachineGun Kiss» (Karaoke)                                | Юри Фукуда          |                                 | 4:30         |
| 13.                 | «Rain drops» (Karaoke)                                     | Юри Фукуда          |                                 | 5:26         |
| 14.                 | «GET TO THE TOP!» (Karaoke)                                | Хидэнори Сёдзи      |                                 | 5:22         |
| 15.                 | «Kamuro Junrenka» (Karaoke)                                | Юри Фукуда          |                                 | 4:19         |
| 16.                 | «Kamuro Setsugekka» (Karaoke)                              | Хидэнори Сёдзи      |                                 | 1:40         |
| Общая длительность: | Общая длительность:                                        | Общая длительность: | Общая длительность:             | 72:28        |

## Озвучивание
| Персонаж         | Сэйю            |
| ---------------- | --------------- |
| Горо Мадзима     | Хидэнари Угаки  |
| Кадзума Кирю     | Такая Курода    |
| Сюн Акияма       | Коити Ямадэра   |
| Рюдзи Года       | Масами Ивасаки  |
| Дайго Додзима    | Сатоси Токусигэ |
| Харука Савамура  | Риэ Кугимия     |
| Тэцуо Никайдо    | Кодзи Матоба    |
| Томоаки Нагахама | Тэтта Сугимото  |
| Мисудзу Асаги    | Тиаки Курияма   |
| Ояссан           | Рэндзи Исибаси  |
| DD               | Peter           |
| Хана             | Ая Хирано       |

## Версии и выпуски
Было выпущено множества товаров, связанных с игрой: шариковые ручки, футболки, записные книжки, парфюм, бритвенный набор, браслеты и т. д.
Из-за землетрясения в Японии обложка была изменена на новое название — «Ganbarō, Nippon!», а на фоне был изображён Кадзума Кирю вместе с дочкой Харукой. В комплект шёл саундтрек игры и монография «Kamutai».

## Оценки и мнения
| Сводный рейтинг       | Сводный рейтинг |
| Агрегатор             | Оценка          |
| --------------------- | --------------- |
| GameRankings          | 63,99 %         |
| Metacritic            | 63/100          |
| MobyRank              | 65/100          |
| Иноязычные издания    |                 |
| Издание               | Оценка          |
| AllGame               | [ 15 ]          |
| Destructoid           | 7,0/10          |
| Eurogamer             | 7/10            |
| Famitsu               | 37/40           |
| G4                    | 3/5             |
| Game Informer         | 7,75/10         |
| GameRevolution        | 3,5/5           |
| GameSpot              | 5,5/10          |
| GamesRadar+           | 6/10            |
| GameTrailers          | 6,8/10          |
| IGN                   | 5,0/10          |
| Joystiq               | [ 26 ]          |
| WorthPlaying          | 6,5/10          |
| Русскоязычные издания |                 |
| Издание               | Оценка          |
| «Страна игр»          | 7,5/10          |

Игра получила смешанные отзывы от критиков. Журнал Famitsu оценили Ryū ga Gotoku Of the End в 37 баллов из 40 возможных. Оценку в 7 баллов игра получила от Eurogamer и Destructoid. Сайт IGN оценили выше среднего графику, высоко — звук, кат-сцены и сюжет, но плохо оценили геймплей. Они назвали игру «не плохой», но «разрушенной сломанной механикой».
Сайт Joystiq оценила Yakuza: Dead Souls в 3 звезды из 5 возможных, назвав введение в игру элементов шутера «неплохим», однако критиковалась система прицеливания. Критике подверглись также боссы.
GameSpot хвалил игру за «потрясающую историю» и оружие как прекрасное дополнение к геймплею, но критиковал систему боя и недостаточную интеграцию достопримечательностей Камуротё. Критика была также связана с недостаточным участием Кадзумы Кирю и его харизматичным характером.
Оценку в 6,8 баллов получила игра от сайта GameTrailers, который назвал её в своём обзоре «полу-серьёзным экспериментом» от Sega.
Журнал «Страна игр» оценил Yakuza: Dead Souls в 7,5 баллов из 10 возможных. Он объяснил, что игра рассчитана больше всего на фанатов серии.

### Продажи
По данным сайта vgchartz.com, всего в Японии было продано 309 058 копий игры. По состоянию на 1 мая 2012 года по всему миру было продано 700 000 копий игры.